# باجيو هوشيديتش
باجيو هوشيديتش (بالإنجليزية: Baggio Hušidić)‏ (ولد في 19 أيار / مايو 1987) هو لاعب كرة قدم بوسني-أمريكي يلعب مع لوس أنجلوس غلاكسي في الدوري الأمريكي لكرة القدم. وهو قادر على اللعب في خط الوسط، والدفاع.

## الحياة الشخصية
باجيو هوشيديتش منح لقب 'باجيو' (بعد اللاعب الإيطالي روبرتو باجو) في سن مبكرة على يد والده. وقد حصل على الجنسية الأمريكية أثناء وجوده في الكلية.

## وصلات خارجية
- باجيو هوشيديتش على موقع اتحاد السويد (السويدية)
- باجيو هوشيديتش على موقع الدوري الأمريكي (الإنجليزية)
- باجيو هوشيديتش على موقع قاعدة بيانات كرة القدم.إي يو (الإنجليزية)
- باجيو هوشيديتش على موقع Soccerway.com (الإنجليزية)
- باجيو هوشيديتش على موقع عالم كرة القدم.نت (الإنجليزية)
- باجيو هوشيديتش على موقع AS.com (الإسبانية)